# 帕爾馬灣

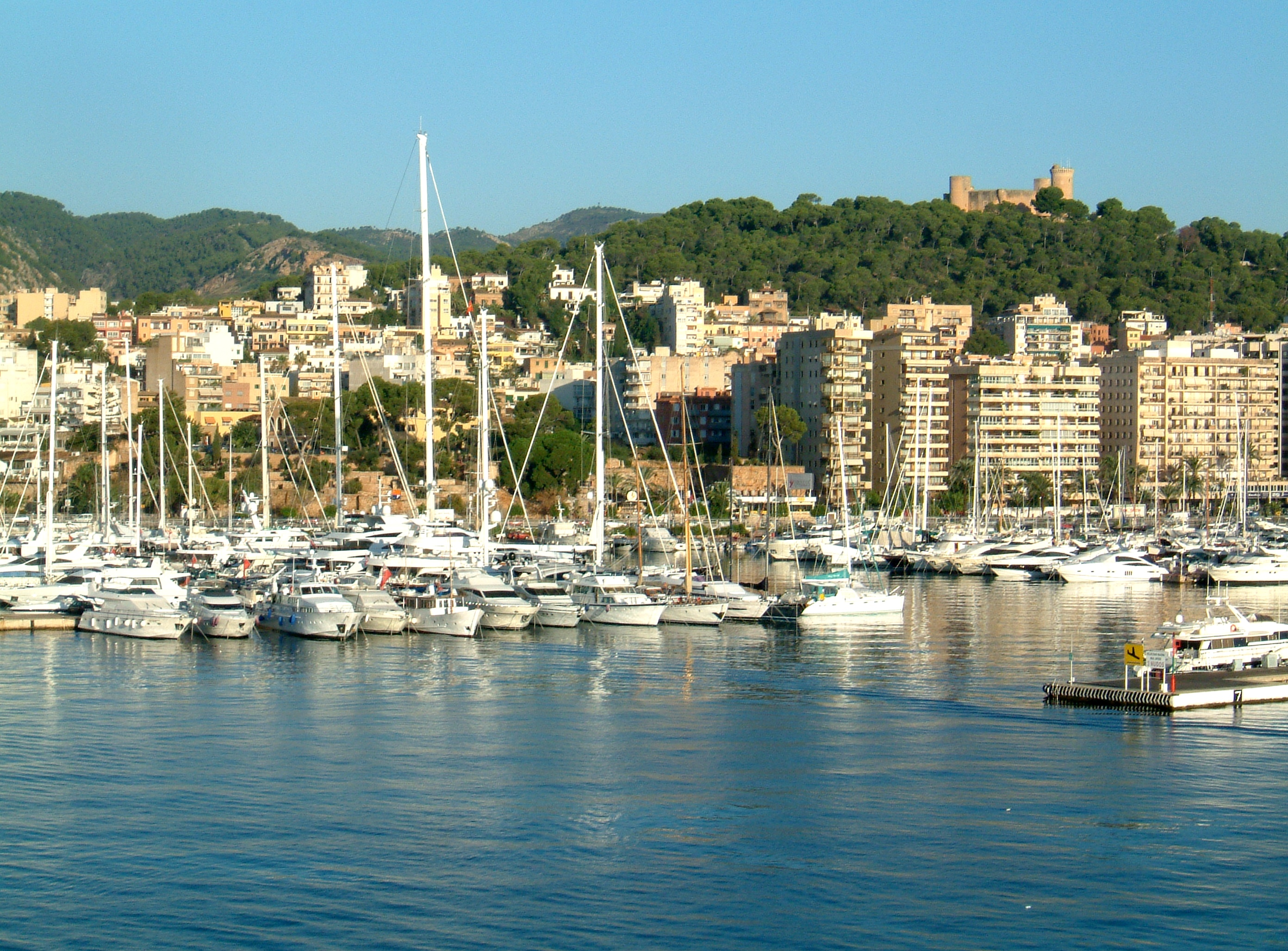

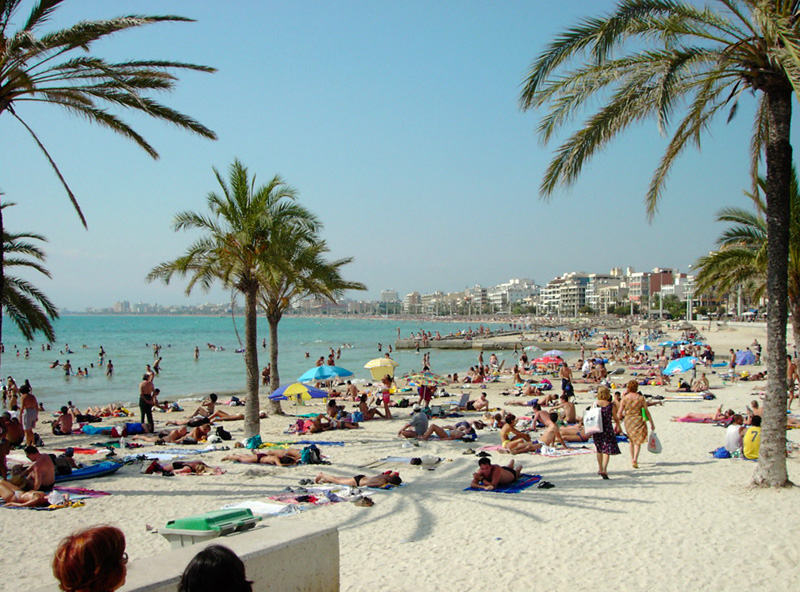

帕爾馬灣（西班牙語：Bahía de Palma），是西班牙的海灣，位於巴利阿里群島的馬略卡島西南面，處於帕爾馬以南，面積約260平方公里，是特拉蒙塔納山脈的南面界限。